# Iránytű Intézet
Az Iránytű Politikai és Gazdaságkutató Intézet (Iránytű Intézet) 2011-ben alapított politikai elemző és közvélemény-kutató intézet. A cég önmeghatározása szerint nemzeti konzervatív értékorientáltságú.

## Szolgáltatásai
- politikai elemzés
- politikai kommunikációs tanácsadás és beszédírás
- közvélemény-kutatás
- gazdaságkutatás
- stratégia-alkotás és kampánytanácsadás

## Kompetenciái
Az intézet negyedéves rendszerességgel publikál honlapján országos közvélemény-kutatásokat, melyek rendszerint a pártpreferenciák aktuális állását, a választói elégedettségi mutatók alakulását (az Iránytű „IKB-index” néven három alindexből álló saját mutatószámot alkotott ennek mérésére), a másodlagos preferenciákat és a pártok abszolút elutasítottságát, illetve bizonyos, a politikai napirenden szereplő kérdéseket taglalják. Az intézet állandó rovattal rendelkezett a Barikád című, országos terjesztésű közéleti-politikai hetilapban. 
A 2015. áprilisi tapolcai időközi országgyűlési választás előtt az Iránytű Intézet két közvélemény-kutatást végzett a Veszprém megye 3. számú országgyűlési egyéni választókerületében, melyeket honlapján is közzétett, és mint a választást követően kiderült: márciusi közvélemény-kutatásának eredménye csaknem megegyezett a végeredményekkel. Az intézet munkatársai politikai elemző- és vitaműsorok, szakmai konferenciák, elemzői kerekasztal-beszélgetések rendszeres résztvevői.
Az Iránytű Intézet megrendelésre kvantitatív (telefonos lekérdezés) és fókuszcsoportos kutatásokat is végez. Kutatási tevékenysége során kiemelt figyelmet fordít a választói attitűdök, szokások feltérképezésére, a választás-szociológiai tényezőkre, a politikai kultúra vizsgálatára, hogy ezáltal is pontosabb képet kapjon a politikai szereplők motivációjáról, stratégiájáról. Az egyes piaci szereplők magatartásának, teljesítményének, kilátásainak vizsgálata mellett makrogazdasági elemzéseket is készít.

## Vezető munkatársai
- Forrai Richárd – tulajdonos
- Ember Zoltán Levente - ügyvezető
- Tóth Tamás – vezető elemző
- Pék Szabolcs - politikai elemző
- Németh Flóra Fanni - politikai elemző